# 21 Ciężka Brygada Pancerna (ZSRR)
21 Ciężka Brygada Pancerna (ros. 21-я танковая бригада) – pancerny związek taktyczny Armii Czerwonej.
Brygada wzięła udział w kampanii wrześniowej w składzie Dzierżyńskiej Grupy Konno-Zmechanizowanej.
W dniu agresji na Polskę brygada posiadała 29 czołgów BT, 105 czołgów T-28  i 19 samochodów pancernych.
Do działań brygada wyprowadziła 105 wozów bojowych. Po ich zakończeniu pozostało 105 sprawnych wozów bojowych. Zginął 1 żołnierz.

## Struktura organizacyjna
W 1939
- 22 batalion czołgów
- 26 batalion czołgów
- 27 batalion czołgów
- 32 batalion czołgów
- 257 batalion remontowy
- 306 batalion transportowy

## Dowódcy brygady
- kombrig Andriej Gierasimowicz (był w 1939)[1]